# 伊格莱西亚斯
伊格莱西亚斯（義大利語：Iglesias），是意大利撒丁大区南撒丁省的一个市镇。总面积207.63平方公里，人口27593人，人口密度132.9人/平方公里（2009年）。ISTAT代码为107009。